# PWI Most Improved Wrestler of the Year
De PWI Most Improved Wrestler of the Year Award wordt sinds 1978 jaarlijks uitgereikt door de professioneel worstelmagazine Pro Wrestling Illustrated. De PWI-lezers nomineren elk jaar de meest verbeterde worstelaars die actief zijn in de worstelwereld.

## Winnaars en ereplaatsen
| Jaar | Winnaar             | Eerste ereplaats     | Tweede ereplaats         | Derde ereplaats          |
| ---- | ------------------- | -------------------- | ------------------------ | ------------------------ |
| 1978 | Dino Bravo          | Bob Backlund         | Ricky Steamboat          | Tony Atlas               |
| 1979 | Tommy Rich          | Eddy Mansfield       | Kevin Von Erich          | Ted DiBiase              |
| 1980 | Tony Atlas          | Larry Zbyszko        | Ted DiBiase              | Kerry Von Erich          |
| 1981 | Kevin Sullivan      | Sgt. Slaughter       | Charlie Cook             | Tito Santana             |
| 1982 | Barry Windham       | Otto Wanz            | Buzz Sawyer              | Rick Martel              |
| 1983 | Brett Wayne Sawyer  | Mike Rotundo         | Pez Whatley              | Brad Rheingans           |
| 1984 | Billy Jack Haynes   | Magnum T.A.          | Rick Martel              | Ron Garvin               |
| 1985 | Steve Williams      | Brian Adias          | Nikita Koloff            | Randy Savage             |
| 1986 | Terry Gordy         | Scott Hall           | Sam Houston              | Wendell Cooley           |
| 1987 | Curt Hennig         | Al Perez             | The Honky Tonk Man       | Sting                    |
| 1988 | Sting               | The Ultimate Warrior | Iceman Parsons           | Jeff Jarrett             |
| 1989 | Scott Steiner       | Brutus Beefcake      | Jeff Jarrett             | P.Y. Chu-Hi              |
| 1990 | Paul Roma           | Doom                 | Tugboat                  | Cactus Jack              |
| 1991 | Dustin Rhodes       | Ron Simmons          | The Undertaker           | Crush                    |
| 1992 | Razor Ramon         | Ron Simmons          | Virgil                   | Brian Christopher        |
| 1993 | Yokozuna            | The 1-2-3 Kid        | Brian Lee                | Tatanka                  |
| 1994 | Diesel              | Johnny B. Badd       | Sabu                     | Owen Hart                |
| 1995 | Diamond Dallas Page | Tommy Dreamer        | Harlem Heat              | Savio Vega               |
| 1996 | Ahmed Johnson       | Chris Benoit         | Stevie Richards          | Taz                      |
| 1997 | Ken Shamrock        | Steve McMichael      | The Headbangers          | Alex Wright              |
| 1998 | Booker T            | D'Lo Brown           | New Age Outlaws          | Juventud Guerrera        |
| 1999 | Jerry Lynn          | The Hardy Boyz       | Hardcore Holly           | Kanyon                   |
| 2000 | Steve Corino        | Lance Storm          | Scotty 2 Hotty           | Justin Credible          |
| 2001 | Edge                | Test                 | The Hurricane            | Kurt Angle               |
| 2002 | Brock Lesnar        | Trish Stratus        | Jamie Noble              | A.J. Styles              |
| 2003 | John Cena           | Matt Hardy           | Team Angle               | Victoria                 |
| 2004 | Randy Orton         | Shelton Benjamin     | Batista                  | John "Bradshaw" Layfield |
| 2005 | Batista             | Carlito              | Monty Brown              | Chris Masters            |
| 2006 | Bobby Lashley       | Johnny Nitro         | Chris Sabin              | Umaga                    |
| 2007 | Candice Michelle    | Jay Lethal           | Montel Vontavious Porter | Cody Rhodes              |
| 2008 | Cody Rhodes         | The Miz              | Petey Williams           | Kofi Kingston            |
| 2009 | John Morrison       | Dolph Ziggler        | Eric Young               | The Miz                  |
| 2010 | D'Angelo Dinero     | Wade Barrett         | Sheamus                  | Jay Lethal               |
| 2011 | Mark Henry          | Kelly Kelly          | Eddie Edwards            | Zack Ryder               |
| 2012 | Ryback              | Brooke Tessmacher    | Michael Elgin            | Adam Cole                |